# Province de Pérouse
La province de Pérouse (en italien : provincia di Perugia) est l'une des deux provinces italiennes qui forment l'Ombrie (l'autre étant la province de Terni). La capitale provinciale est Pérouse.

## Tourisme
- Assise (Assisi) : tombeau de saint François d'Assise, basilique Saint-François d'Assise, basilique Sainte-Marie-des-Anges d'Assise...
- Basilique Sainte-Rita de Cascia
- Lac Trasimène (Lago di Trasimeno)
- Centre historique de Pérouse (Città di Perugià)

## Administration
La province est divisée en cinquante-neuf communes dont les plus peuplées sont Pérouse, Foligno, Città di Castello, Spolète, Gubbio et Assise.